# Muszka (ubiór)
Mucha, muszka – ozdobny element ubioru noszony zazwyczaj przez mężczyzn, będący wąskim paskiem tkaniny szykownie wiązanej pod szyją. 

## Cechy i zastosowanie
Muszki noszone są do smokingu (wyłącznie mucha czarna), fraka (wyłącznie mucha biała) lub garnituru. Od drugiej połowy XX wieku muszka jest symbolem konserwatywnego liberalizmu w garderobie. Tzw. gotowe muszki są w złym guście, podobnie jak krawaty na gumce czy z węzłem zaplecionym fabrycznie.
Ze względu na kształt odróżnia się muszkę typu:
- motyl – z półokrągłym zakończeniem po obu stronach i wysokimi skrzydełkami
- diament – o trójkątnym zakończeniu po obu stronach
- nietoperz – o prostym zakończeniu po obu stronach, z niskimi skrzydełkami

Rozmiar muszki powinien być dopasowany do szyi noszącego: zbyt krótka jest trudna do zawiązania, natomiast zbyt długa stworzy za dużą kokardę. Ważne jest, by kokarda mieściła się wewnątrz ramy kołnierzyka koszuli, a jej długość była równa konturowi twarzy zawartemu między zewnętrznymi kącikami oczu.

## Inne znaczenie
W modzie XVIII-wiecznej muszką nazywano również imitującą pieprzyk czarną plamkę przylepianą jako plasterek na twarzach eleganckich kobiet. Typowa dla okresu rokoko, służyła dla specyficznej ozdoby (poprzez kontrast z bieloną cerą) i dodania wdzięku, lecz także dla ukrycia niewielkich defektów oblicza.  

## Zobacz też

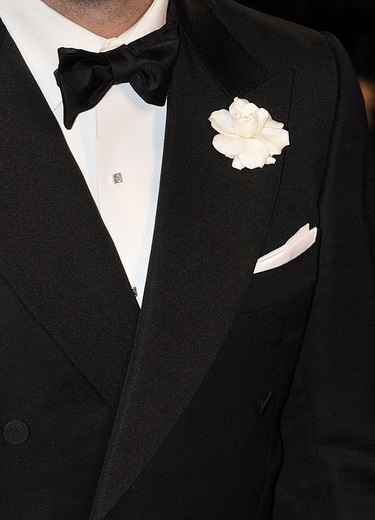
Samodzielnie zawiązana muszka
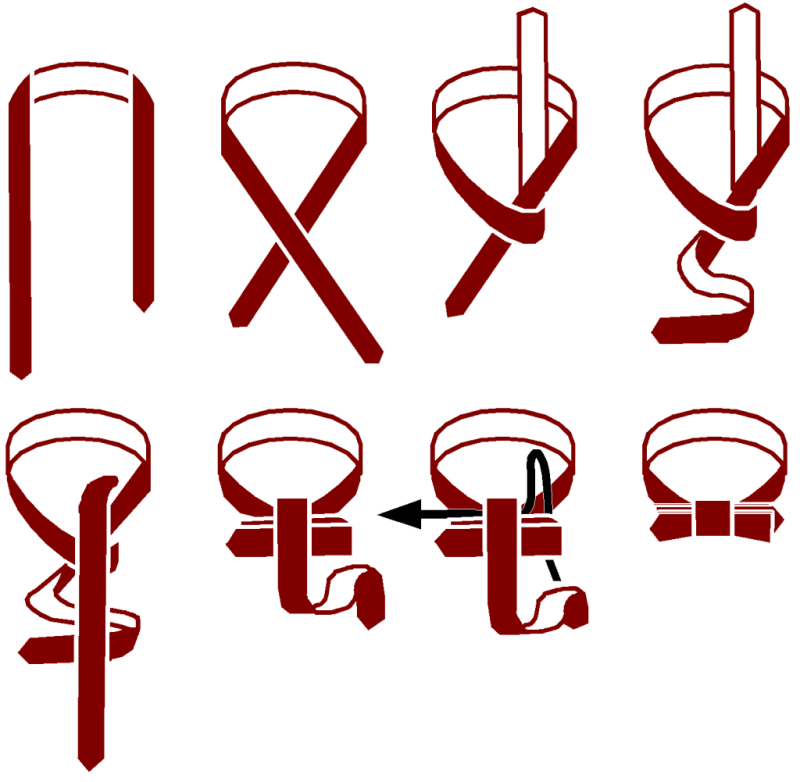
Jeden z dwóch sposobów wiązania muszki
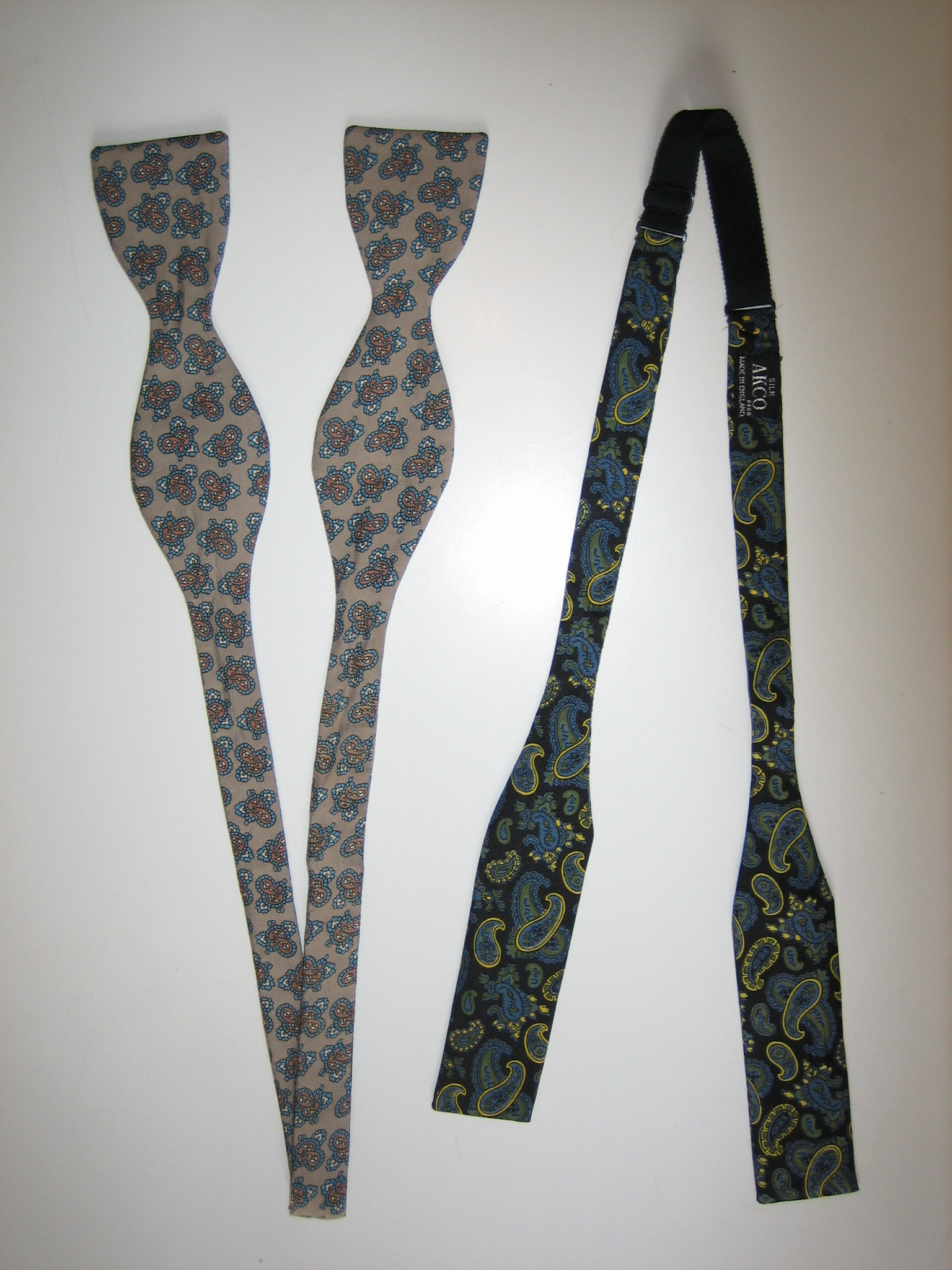
Z lewej mucha typu motyl, z prawej typu nietoperz
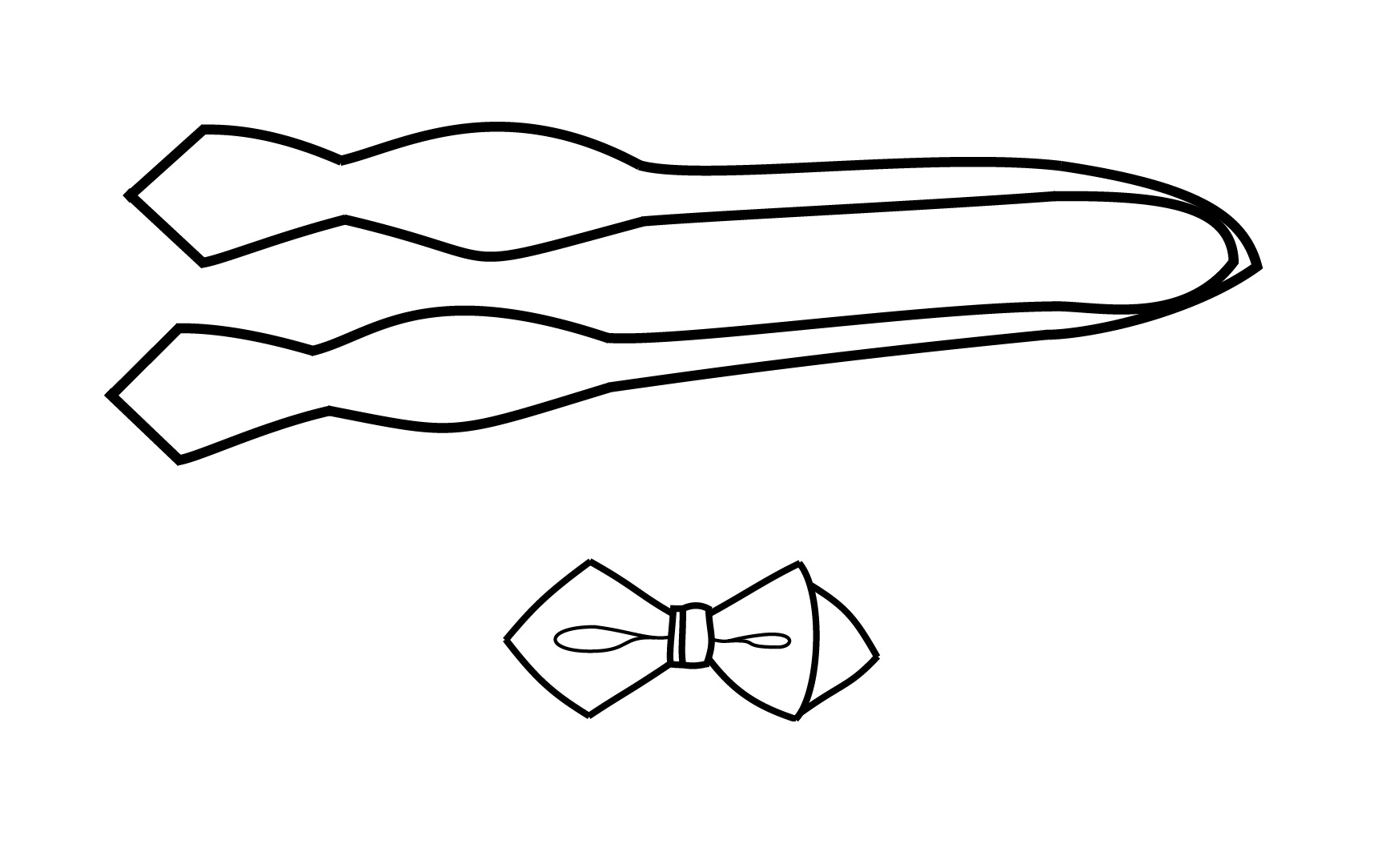
Muszka typu diament
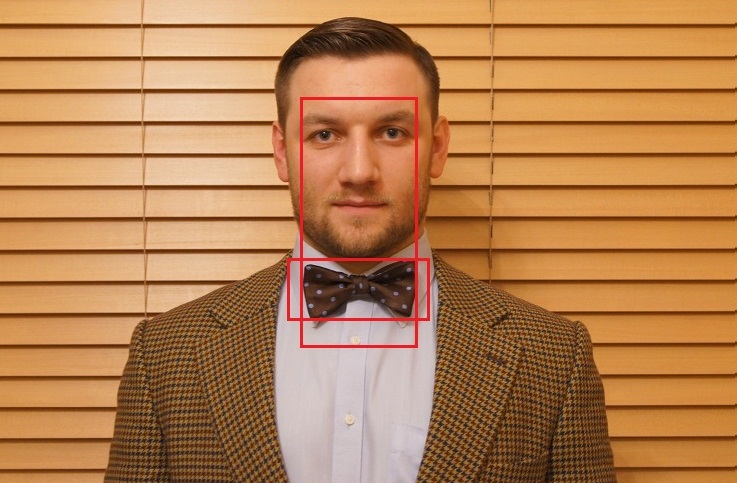
Dopasowanie muchy do twarzy
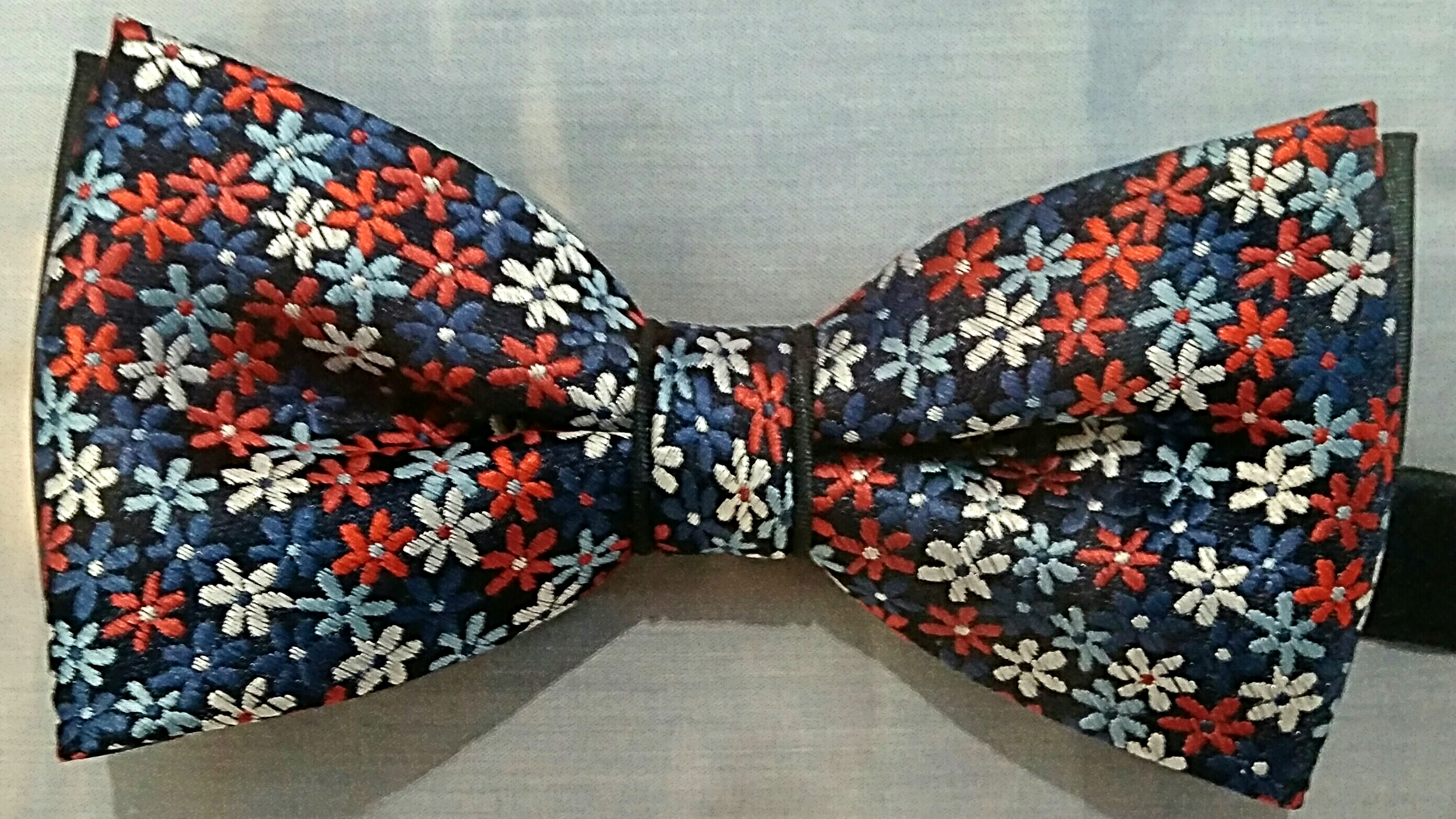
Przykład muchy nieformalnej
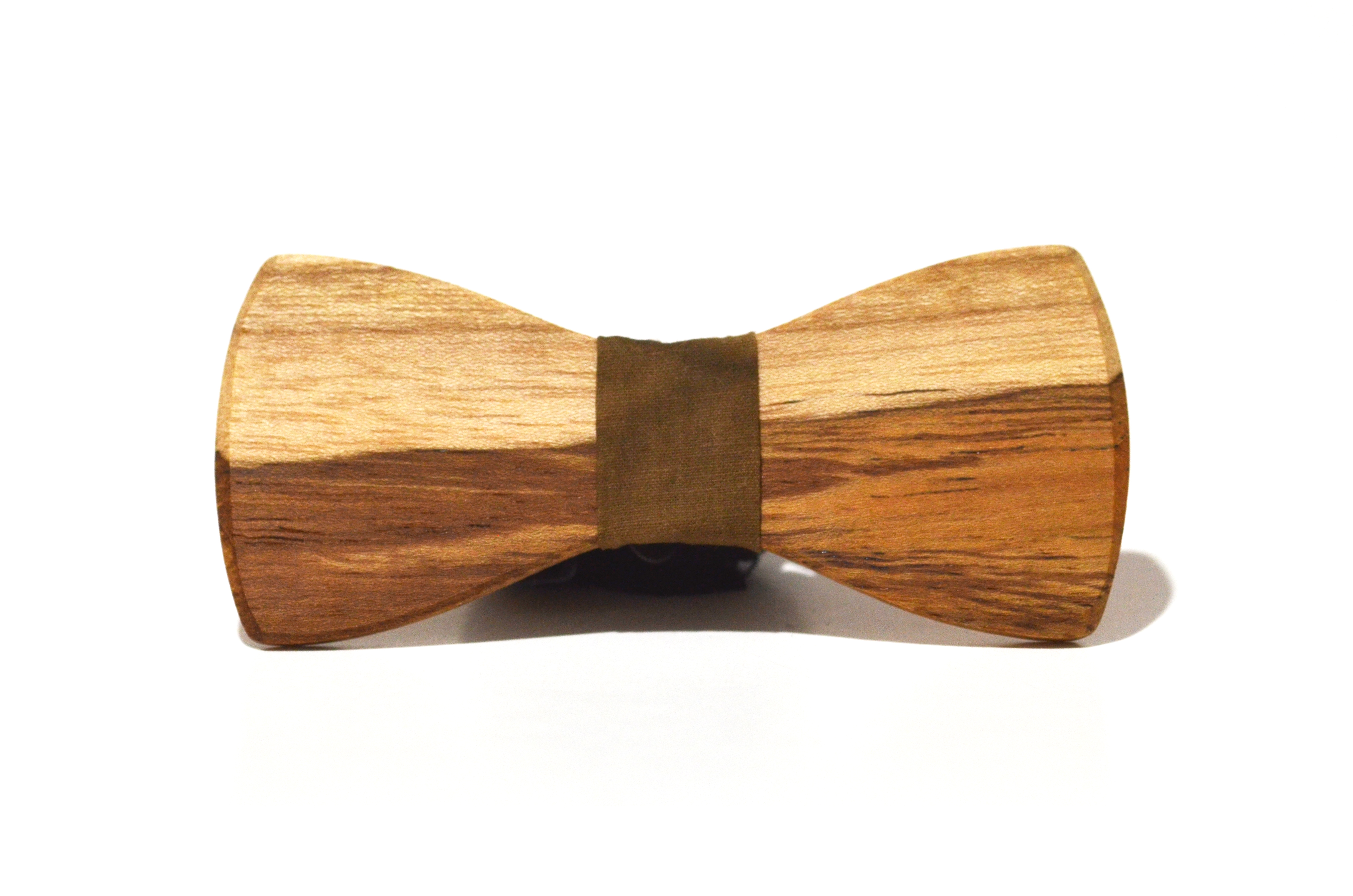
Nietypowe materiały - mucha drewniana
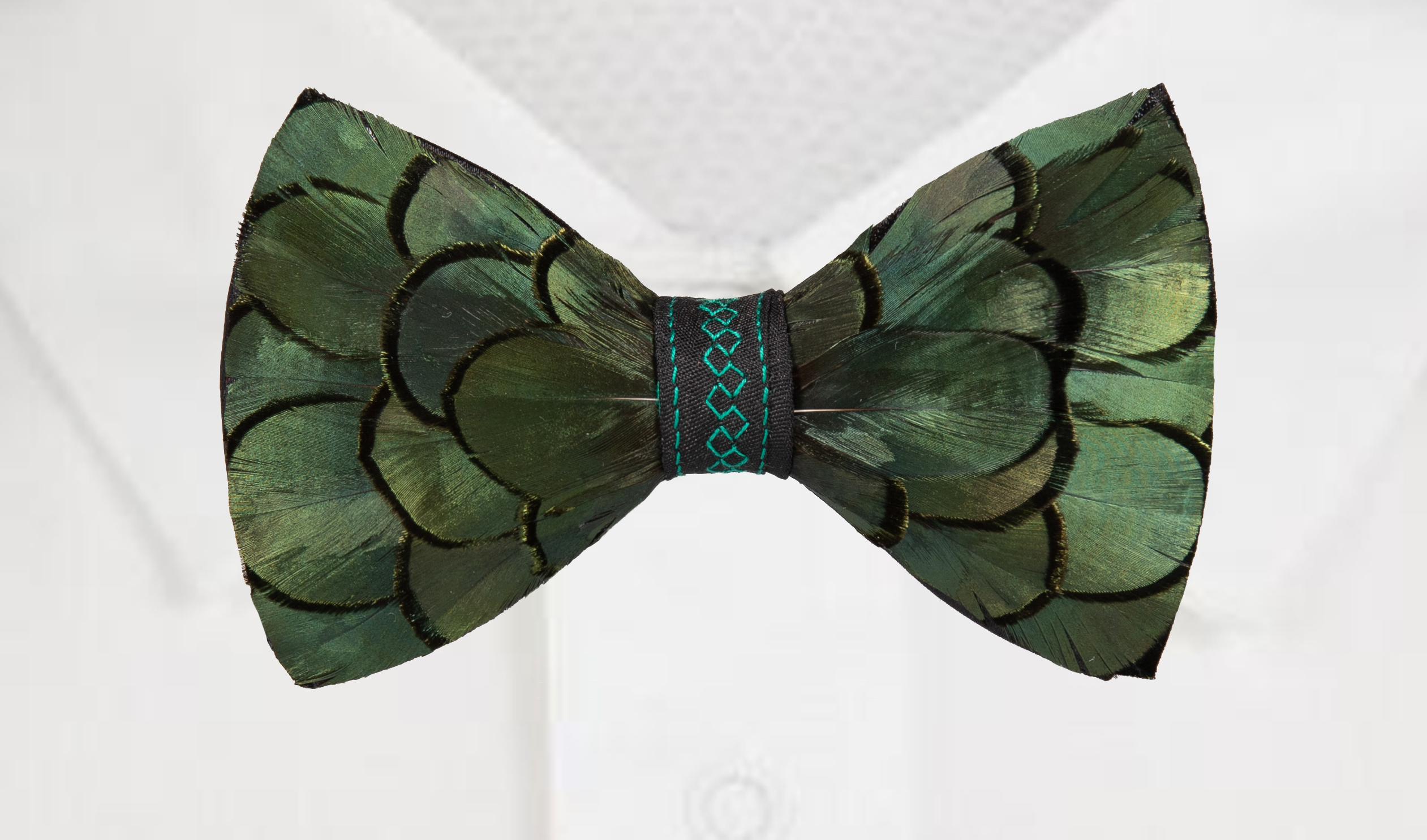
Nietypowe materiały - mucha z ptasich piór
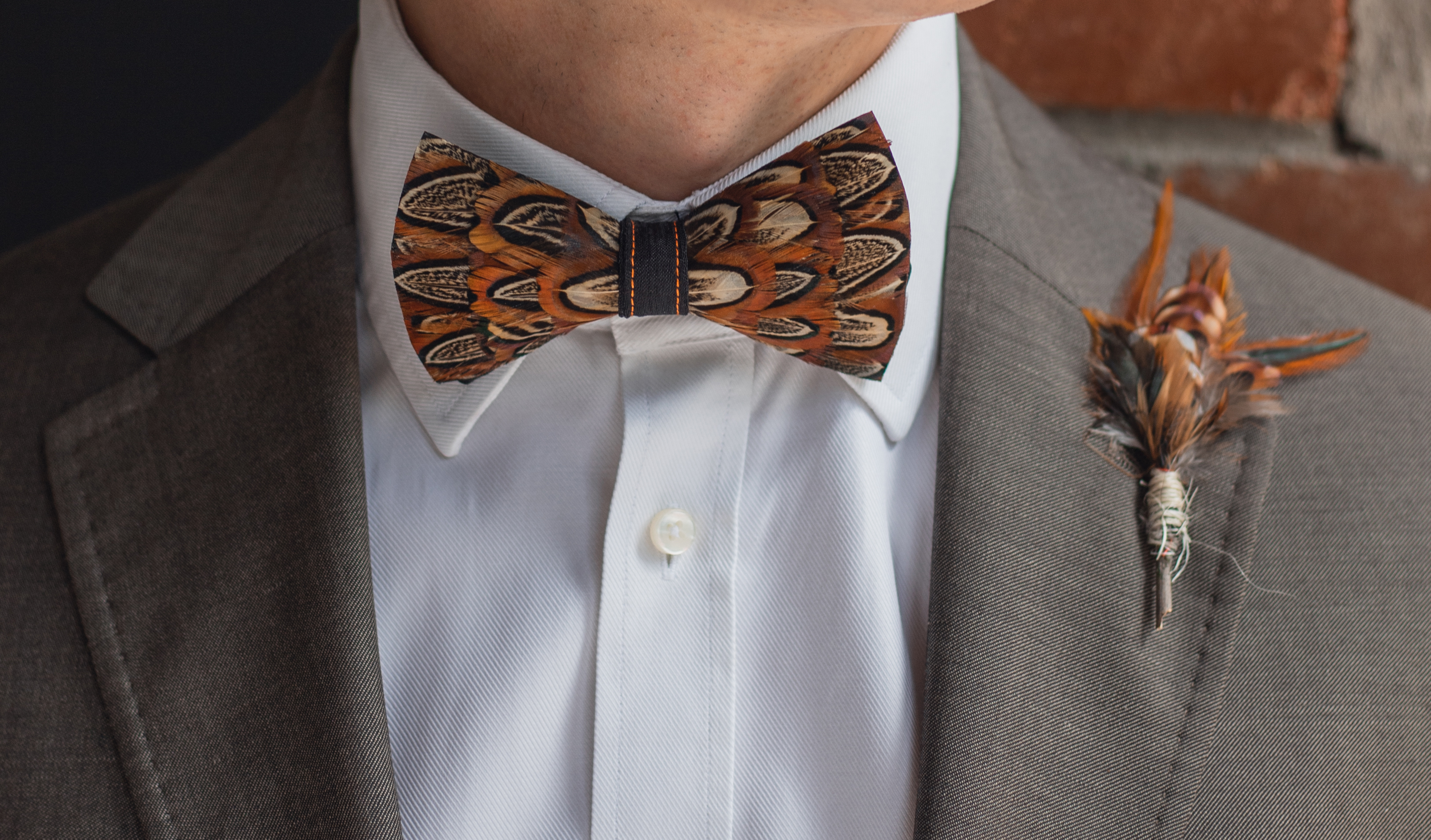
Nietypowe materiały - mucha z ptasich piór